# Brayopsis diapensioides
Brayopsis diapensioides är en korsblommig växtart som först beskrevs av Hugh Algernon Weddell, och fick sitt nu gällande namn av Ernest Friedrich Gilg och Reinhold Conrad Muschler. Brayopsis diapensioides ingår i släktet Brayopsis och familjen korsblommiga växter. Inga underarter finns listade i Catalogue of Life.